# Lijst van rijksmonumenten in Vrouwenparochie
De plaats Vrouwenparochie telt 9 inschrijvingen in het rijksmonumentenregister. Hieronder een overzicht. 
| Object | Oorspronkelijke functie?  | Bouwjaar                                                 | Architect                                    | Locatie                    | Coördinaten?                  | Nr.?   | Afbeelding |
| --- | ------------------------- | -------------------------------------------------------- | -------------------------------------------- | -------------------------- | ----------------------------- | ------ | --- |
| Pand onder zadeldak tegen klokgevel met aanzetstukken, lijsten en beeldhouwwerk boven topvenster                                     | Woonhuis                  | 1783                                                     |                                              | J.P. van der Bildtstraat 8 | 53° 16' 48" NB, 5° 42' 8" OL  | 9523   | Meer afbeeldingen |
| Kop-hals-rompboerderij met voorhuis tussen topgevels met boeiborden, omlijste ingang, zesruitsvensters en topschoorstenen met borden | Boerderij                 | 19e eeuw                                                 |                                              | Hamerenweg 11              | 53° 15' 45" NB, 5° 41' 59" OL | 9524   | Kop-hals-rompboerderij met voorhuis tussen topgevels met boeiborden, omlijste ingang, zesruitsvensters en topschoorstenen met borden |
| Bordenakerk | Kerk en kerkonderdeel     | 1670                                                     |                                              | Kerkplein 2                | 53° 16' 50" NB, 5° 42' 11" OL | 9525   | Meer afbeeldingen |
| Vrouwbuurstermolen | Industrie- en poldermolen | waarsch. 1862 1962-'67 (rest.) 1995 (rest.) 2007 (rest.) |                                              | Vrouwbuurtstermolen 8      | 53° 16' 51" NB, 5° 43' 17" OL | 9526   | Meer afbeeldingen |
| Kop-hals-rompboerderij met lang en in het midden onderkelderd voorhuis met vensters met roedenindeling in voorgevel                  | Boerderij                 | 19e eeuw                                                 |                                              | Middelweg-Oost 35          | 53° 16' 42" NB, 5° 41' 15" OL | 9527   | Meer afbeeldingen |
| Pand met omlijste ingang onder zadeldak tegen klokgevel met aanzetstukken en gebeeldhouwde bekroning                                 | Boerderij                 | 1792                                                     |                                              | Waling Dykstrastraat 9     | 53° 16' 48" NB, 5° 42' 14" OL | 9529   | Meer afbeeldingen |
| Landelijk pand met omlijste ingang onder zadeldak met voorschild en dakkapel en met lager achterhuis onder zadeldak tegen topgevel   | Werk-woonhuis             | 18e eeuw 19e eeuw (gevel)                                |                                              | Waling Dykstrastraat 21    | 53° 16' 48" NB, 5° 42' 17" OL | 9530   | Meer afbeeldingen |
| Kop-hals-rompboerderij met voorhuis tussen topgevels met zesruitsvensters in voorhuis en hals                                        | Boerderij                 | 19e eeuw                                                 |                                              | Waling Dykstrastraat 101   | 53° 16' 53" NB, 5° 42' 45" OL | 9531   | Meer afbeeldingen |
| Transformatorgebouw in overgangsstijl                                                                                                | Nutsbedrijf               | 1916                                                     | tekenkamer Provinciaal Elektriciteitsbedrijf | Vrouwbuurtstermolen 18     | 53° 16' 51" NB, 5° 43' 2" OL  | 512343 | Transformatorgebouw in overgangsstijl                                                                                                |